# 國際天主教大學聯盟
國際天主教大學聯盟（英語：International Federation of Catholic Universities, IFCU），是一個由全球200多所天主教大學組成的組織。

## 沿革
起源於1924年，由義大利米蘭的聖心天主教大學和荷蘭的奈梅亨天主教大學合作成立。1948年，根據教宗法令（Papal Decree）成立了天主教大學聯合會（Fœderatio Universitatum Catholicarum），1965年改組為國際天主教大學聯盟。
IFCU促進天主教高等教育機構之間的合作、研究和交流計畫。秘書處在法國巴黎的巴黎天主教大學。

## 外部連結
- 官方网站